# Mueang Lampang (huyện)
Mueang Lampang (tiếng Thái: เมืองลำปาง) là huyện thủ phủ (Amphoe Mueang) của tỉnh Lampang, miền bắc Thái Lan.

## Địa lý
Các huyện giáp ranh (từ phía bắc theo chiều kim đồng hồ): Mueang Pan, Chae Hom, Mae Mo, Mae Tha, Ko Kha và Hang Chat của tỉnh Lampang, Mae Tha của tỉnh Lamphun, và Mae On của tỉnh Chiang Mai.

## Hành chính
Huyện này được chia ra thành 19 phó huyện (tambon), các đơn vị này lại được chia thành 179 làng (muban). Lampang là một thành phố (thesaban nakhon) nằm trên lãnh thổ của tambon Wiang Nuea, Suan Dok, Sop Tui và một phần của tambon Hua Wiang, Phichai, Chomphu, Phrabat and Bo Haeo. Thị xã (thesaban mueang) Khelang Nakhon nằm trên tambon Kluai Phae và Pong Saen Thong, và một phần của tambon Phrabat và Chomphu. Có hai thị trấn (thesaban tambon) - Bo Haeo và  Phichai mỗi đơn vị nằm trên một tambon cùng tên. Có 11 Tổ chức hành chính tambon.
| STT. | Tên              | Tên Thái  | Số làng | Dân số |  |
| ---- | ---------------- | --------- | ------- | ------ |  |
| 1.   | Wiang Nuea       | เวียงเหนือ  | -       | 12.511 |  |
| 2.   | Hua Wiang        | หัวเวียง    | -       | 8.842  |  |
| 3.   | Suan Dok         | สวนดอก    | -       | 5.962  |  |
| 4.   | Sop Tui          | สบตุ๋ย      | -       | 15.888 |  |
| 5.   | Phrabat          | พระบาท    | 9       | 21,483 |  |
| 6.   | Chomphu          | ชมพู       | 14      | 27,234 |  |
| 7.   | Kluai Phae       | กล้วยแพะ   | 5       | 9.709  |  |
| 8.   | Pong Saen Thong  | ปงแสนทอง  | 11      | 18.210 |  |
| 9.   | Ban Laeng        | บ้านแลง    | 11      | 7.462  |  |
| 10.  | Ban Sadet        | บ้านเสด็จ   | 14      | 11.497 |  |
| 11.  | Phichai          | พิชัย       | 16      | 21,822 |  |
| 12.  | Thung Fai        | ทุ่งฝาย     | 9       | 8.770  |  |
| 13.  | Ban Ueam         | บ้านเอื้อม   | 15      | 10.683 |  |
| 14.  | Ban Pao          | บ้านเป้า    | 12      | 7.330  |  |
| 15.  | Ban Kha          | บ้านค่า     | 8       | 6.099  |  |
| 16.  | Bo Haeo          | บ่อแฮ้ว     | 17      | 18.308 |  |
| 17.  | Ton Thong Chai   | ต้นธงชัย    | 13      | 14.949 |  |
| 18.  | Nikhom Phatthana | นิคมพัฒนา   | 14      | 5.125  |  |
| 19.  | Bunnak Phatthana | บุญนาคพัฒนา | 11      | 5.451  |  |